# Meg Hutchinson
Meg Hutchinson (South Egremont, 1978) is een Amerikaanse folksinger-songwriter en -gitariste. Hutchinson komt oorspronkelijk uit het uiterste westen van Massachusetts, maar is nu gevestigd in het gebied van Boston. Invloeden zijn onder andere dichteres Mary Oliver, liedjesschrijver Shawn Colvin en stemmingmaker David Gray. Zij heeft talrijke songwriting-awards gewonnen in de Verenigde Staten, Ierland en het Verenigd Koninkrijk, waaronder de erkenning van het John Lennon Songwriting Contest, Billboard, het songfestival en prestigieuze wedstrijden op Merlefest, NewSong, Kerrville, Falcon Ridge, Telluride Bluegrass en Rocky Mountain Folks festivals.

## Biografie
Meg Hutchinson werd opgevoed door Britse leraren in het kleine stadje South Egremont buiten Great Barrington, Massachusetts. Opgroeiend in de Berkshires, waren de bergen, bossen en vijvers haar jeugdinspiraties, net als de dichters die ze las (zoals Mary Oliver, Robert Frost en William Butler Yeats) en de liedjesschrijvers waar ze naar luisterde, (zoals Greg Brown en Joni Mitchell). Toen ze op 11-jarige leeftijd de C.F. Martin & Company van haar grootmoeder erfde in 1957, vond haar liefde voor woorden een inspirerend instrument.
Na haar afstuderen aan het Bard College op Simon's Rock, met een bachelor in Liberal Arts, met nadruk in creatief schrijven, stopte Hutchinson met haar oude baan op een biologische landbouw slaboerderij en vestigde ze zich in Boston. Tussen de optredens in cafés, koffiehuizen en metrostations door won ze een Kerrville New Folk Award in 2000 en werd ze genomineerd voor een Boston Music Award voor haar eerste studioalbum Against the Grey. Ze won prijzen op het Rocky Mountain Folks Fest, de Telluride Troubadour Songwriter's Showcase in Colorado en The Chris Austin Songwriting Contest bij Merlefest in North Carolina, allemaal in de loop van een jaar, waardoor nationale uitgevers als Performing Songwriter haar opmerkten en haar meester noemden van introspectieve ballades, gevuld met een ingetogen verlangen en een prachtig gevoel van metafoor.
Na de opname van haar live-cd Any Given Day in 2001, ging ze de studio in met producent Crit Harmon (Lori McKenna, Martin Sexton, Mary Gauthier) om The Crossing op te nemen. Dit album, dat in 2004 werd uitgebracht, werd enthousiast ontvangen door critici en dj's in het hele land en trok de aandacht van het folk-rootslabel Red House Records.

## AlbumCome Up Full2008
Come Up Full werd geïnspireerd door kreeftenvissers uit Maine en was Hutchinsons eerste samenwerking met schetskunstenaar en schilder Mary Devaney uit Connecticut. Come Up Full was Hutchinsons eerste publicatie bij het folklabel Red House Records. Een plaat over het tegenkomen van goede dingen wanneer je ze het minst verwacht, werd Hutchinsons introductie in de folkgemeenschap goed ontvangen binnen het circuit. Het album bevat de nummers Ready, Home en Come Up Full. In America (Enough) verkent Hutchinson de Amerikaanse cultuur, overdaad en oorlog, door te schrijven over hoe de dingen die tot het uiterste worden gebracht, bijna hun tegenpool worden. Een ander nummer op het nieuwe album is haar Song for Jeffrey Lucey, gebaseerd op het echte verhaal van Lance Corporal Jeffrey Lucey, die terugkeerde uit Irak, lijdend aan posttraumatische stress-stoornis (PTSD).

## AlbumThe Living Side2010
The Living Side was Meg Hutchinsons eerste samenwerking met de Poolse moderne kunstfotograaf Asia Kepka. Bij de publicatie van The Living Side, Hutchinsons tweede album bij Red House Records, zei de songwriter John Gorka: Nadat je Meg hebt gehoord, heb je het gevoel dat je ergens bent geweest.

## Discografie

### Soloalbums
| 2010 | The Living Side                           | 27, 23 | 15 | 32 | Hard To Change bereikte #2 op folkradio; Seeing Stars bereikte #109 in de iTunes-US Singer/Songwriter                                                                      |
| 2008 | Come Up Full                              | 10,    | 11 | -  | Home bereikte #6 op folkradio |
| 2004 | The Crossing                              | 74     | -  | -  | Hoewel dit album niet in de meeste hitlijsten voorkomt, was het de eerste die werd bediend door radiostations in New England en ontving het zware airplay van WERS Boston. |
| 2001 | Any Given Day (Live) (remastered in 2009) | -      | -  | -  | Terwijl dit album niet in de chart kwam, was True North het lied dat de muziek van Hutchinson aan de Volksgemeenschap op festivalcompetities introduceerde.                |
| 1999 | Against The Grey                          | -      | -  | -  | |
| 1996 | Meg Hutchinson                            | -      | -  | -  | |

### Singles
- 2007: True North (studioversie)

### Samenwerkende albums
- 2009: Winterbloom: Traditions Rearranged (met Antje Duvekot, Anne Heaton en Natalia Zukerman)

- Gemeinsame Normdatei: 135519551
- International Standard Name Identifier: 0000 0000 5559 7642
- Library of Congress Control Number: no2008091445
- MusicBrainz: 62837a93-109e-4cfb-af06-f9d4b875ceaa
- Virtual International Authority File: 76129808
- WorldCat: E39PBJjhGGVY8RBgdQWTCvJdQq